# Відкритий чемпіонат США з тенісу 1976
Відкритий чемпіонат США з тенісу 1976 проходив з 30 серпня по 12 вересня 1976 року на відкртих ґрунтових кортах Форрест-Гіллс району Нью-Йорка Квінз. Це був третій турнір Великого шолома календарного року. 

## Огляд подій та досягнень
У чоловіків Бйорн Борг здолав у чвертьфіналі минулорічного чемпіона Мануеля Орантеса, але сам зазнав поразки в фіналі від Джиммі Конорса, для якого це були друга перемога на чемпіонаті США і четвертий титул Великого шолома. 
У жінок Кріс Еверт відстояла свій титул, здобувши шосту перемогу в турнірах Великого шолома й другу в США.

## Результати фінальних матчів

### Дорослі
| Одиночний розряд. Чоловіки Детальніше |                               |                          |
| Джиммі Коннорс                        | Бйорн Борг                    | 6–4, 3–6, 7–6(11-9), 6–4 |
|                                       |                               |                          |
| Одиночний розряд. Жінки Детальніше    |                               |                          |
| Кріс Еверт                            | Івонн Гулагонг Коулі          | 6–3, 6–0                 |
|                                       |                               |                          |
| Парний розряд. Чоловіки Детальніше    |                               |                          |
| Том Оккер Марті Ріссен                | Пол Кронк Кліфф Летчер        | 6–4, 6–0                 |
|                                       |                               |                          |
| Парний розряд. Жінки Детальніше       |                               |                          |
| Деліна Бошофф Іліана Клосс            | Ольга Морозова Вірджинія Вейд | 6–1, 6–4                 |
|                                       |                               |                          |
| Мікст Детальніше                      |                               |                          |
| Біллі Джин Кінг Філ Дент              | Бетті Стеве Фрю Макміллан     | 3–6, 6–2, 7–5            |
|                                       |                               |                          |

### Юніори
| Одиночний розряд. Хлопці  |                 |               |
| Рікардо Ікаса             | Хосе Луїс Клерк | 6–4, 5–7, 6–0 |
|                           |                 |               |
| Одиночний розряд. Дівчата |                 |               |
| Марізе Крюгер             | Луція Романов   | 6–3, 7–5      |
|                           |                 |               |

## Виноски
1. ↑  Source: U.S. Open [Архівовано 2007-10-25 у Wayback Machine.]
2. ↑  Source: U.S. Open [Архівовано 2015-12-19 у Wayback Machine.]
3. ↑  Source: ITF drawsheet [Архівовано 29 липня 2012 у Archive.is]